# Charles Eames
Charles Ormand Eames (Aussprache [ˈiːmz], * 17. Juni 1907 in St. Louis, Missouri; † 21. August 1978 ebenda) war ein US-amerikanischer Designer und Architekt.
Gemeinsam mit seiner Frau Ray Eames (1912–1988) trug er wesentlich zur Entwicklung des US-amerikanischen Nachkriegsdesigns bei und inspiriert bis heute Designer vor allem durch seine funktionalen Möbelentwürfe.

## Leben
Charles Eames studierte Architektur an der Washington University in St. Louis und eröffnete 1930 sein eigenes Architekturbüro. 1938 wurde ihm ein Stipendium der Cranbrook Academy of Art gewährt, das ein Jahr später zu einem Lehrauftrag für Design weitergeführt wurde. 1940 gewann er mit Eero Saarinen den „Organic Design in Home Furnishings“-Wettbewerb des Museum of Modern Art in New York. Im gleichen Jahr wurde er Leiter der Abteilung für Industriedesign der Cranbrook Academy of Art.
Charles Eames heiratete 1929 Catherine Woermann, mit der er 1930 die Tochter Lucia bekam. Nachdem die Ehe 1941 geschieden worden war, heiratete er im gleichen Jahr Ray Kaiser.

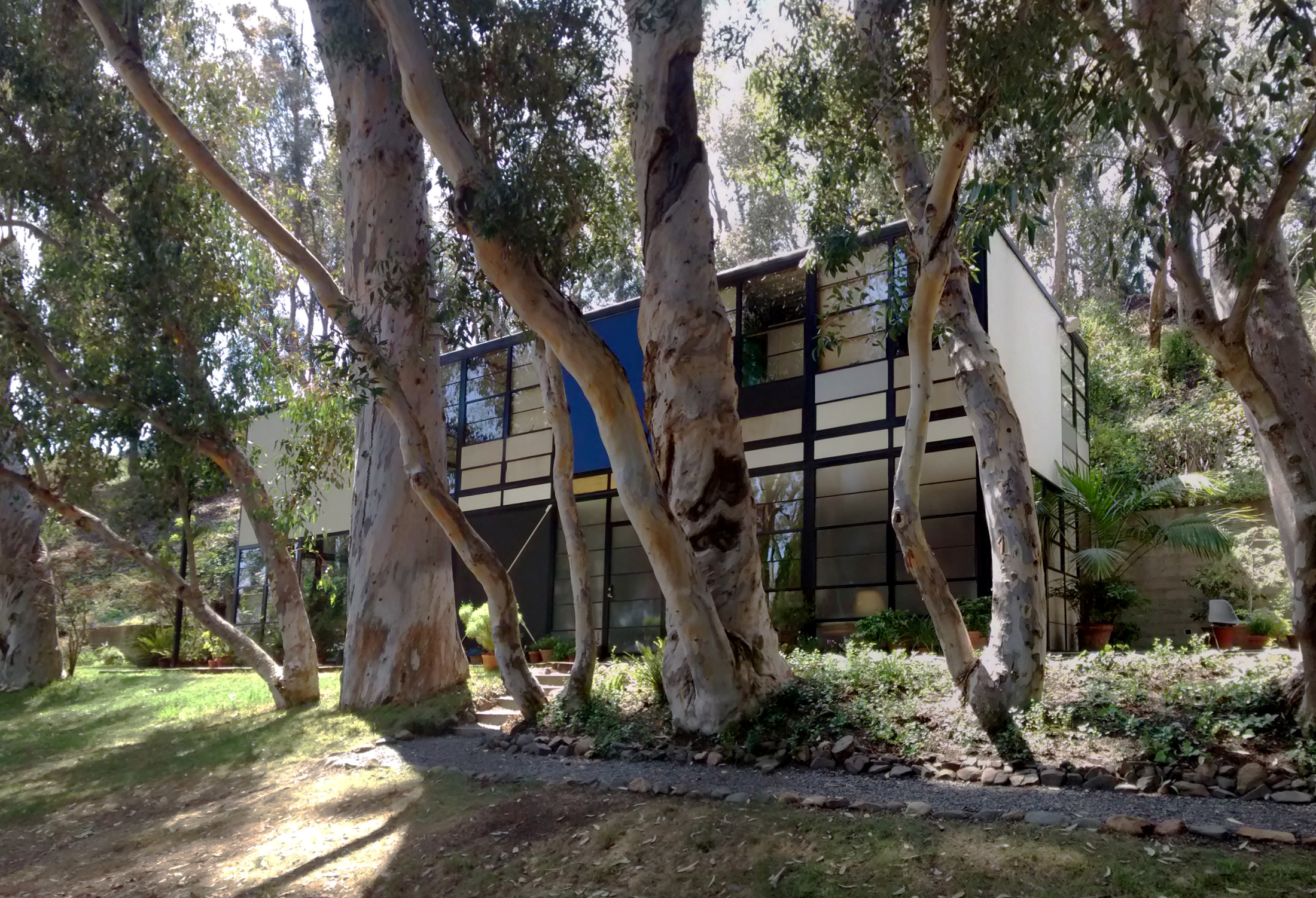
Das Haus der Eames, das Case Study House No. 8

Zusammen mit seiner Ehefrau Ray entwickelte er während des Zweiten Weltkrieges im Auftrag der US-Regierung und verschiedener Flugzeughersteller unter anderem Flugzeugteile, Beinschienen und Tragbahren aus dreidimensional verformten Sperrholzplatten. Aus der Technik des Verbiegens von Schichtholz unter Dampf leitete er verschiedene Möbelentwürfe ab (Plywood Group). Später entwarf er Möbel aus glasfaserverstärktem Kunststoff und aus Aluminiumguss. Als herausragendes Produkt gilt bis heute der Lounge Chair. Die Zusammenarbeit mit Herman Miller umfasste nicht nur das Design von Möbelstücken, sondern auch die Konzeption der kompletten Produktlinien bis zu den Hänge-Etiketten, was eine für die damalige Zeit äußerst ungewöhnliche Form der Mitbestimmung der Designer war. Charles Eames arbeitete gemeinsam mit seiner Frau in verschiedenen Bereichen wie Architektur, Ausstellungskonzeption, Fotografie und Multimedia-Präsentationen. Sein Werk wird heute im Eames Office – das von seinem Enkel Eames Demetrios geleitet wird – verwaltet, gepflegt und vermarktet, die Eames Foundation erhält das Eames House.
1970 wurde Eames in die American Academy of Arts and Sciences und 1977 in die American Academy of Arts and Letters gewählt.

## Zusammenarbeit mit Ray Eames
Da in offiziellen Stellungnahmen und Auftritten meist Charles Eames im Vordergrund stand, wird der Einfluss von Ray entsprechend unterschätzt. Die Ausbildung von Ray Eames zur bildenden Künstlerin legt jedoch den Schluss nahe, dass Charles den eher technischen und Ray den eher künstlerischen Teil in der Arbeitsbeziehung übernahm. Am Beispiel der Beinschienen-Skulptur von Ray Eames lässt sich der kreative Anteil erahnen, den Ray in das Schaffen von Charles einbrachte.
Auf einer Festveranstaltung des Vitra Design Museums in Weil am Rhein zu ihrem 100. Geburtstag im Dezember 2012 hieß es, dass die Rolle von Ray Eames im Wirken des Duos Charles und Ray Eames neu bewertet werden müsse: „Ray wusste, was Kunst war. Und Charles wusste, dass sie es wusste“. Bei dieser Gelegenheit wurde auch eine Straße auf dem Gelände des Vitra Campus der Vitra in Weil am Rhein als Ray-Eames-Straße benannt, die sich nun mit der Charles-Eames-Straße kreuzt.

## Architektur
- 1935/1936: St. Mary’s Church, Helena, Arkansas
- 1936–1938: House Meyer, Huntleigh Village, Missouri
- 1938–1940: Mitarbeit im Büro von Eero Saarinen
- 1941: Kulissenbau für die M.G.M. Studios, Los Angeles, Kalifornien
- 1945–1949: Case Study House #8 (Eames House)
- 1949: Case Study House #9 (Entenza House)

## Möbel

### Plywood Group

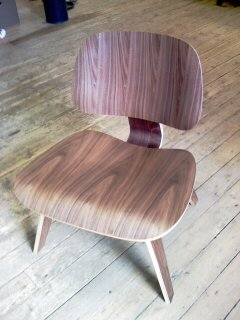
Sperrholz-Stuhl von Eames

Bereits 1938/1939 versuchte Charles Eames in Cranbrook gemeinsam mit Eero Saarinen Schichtholzfurniere dreidimensional zu formen; zuvor waren nur einfache Schwünge in zwei Dimensionen machbar. Ein Gedanke dabei war die Suche nach einer an die Anatomie des Menschen angepassten Möbelform. So sollten Leichtigkeit und Materialökonomie, also preiswerte industrielle Herstellung in großen Stückzahlen und gleichzeitig ein hoher Sitzkomfort ohne aufwendige Polsterung, erreicht werden. Neben Kostensenkungen und ästhetischen Vorstellungen spiegeln diese Möbelentwürfe auch die Veränderungen im Wohnungsbau wider: offene, weniger zweckbestimmte Grundrisse, verstärkte Verschränkung von Innen- und Außenraum. Leichte, unkompliziert zu bewegende Möbel waren nötig, um räumliche Situationen flexibel halten zu können und beispielsweise einen unaufwendigen Umzug auf die Terrasse zu ermöglichen. Mit den Entwürfen zum „Organic Design in Home Furnishings“-Wettbewerb des Museum of Modern Art in New York erzielte Eames die ersten preisgekrönten Ergebnisse. Der „Organic Chair“ wurde allerdings wegen der technisch nicht machbaren Herstellung einer Sperrholzsitzschale aus einem Stück nicht in größeren Stückzahlen produziert. Der endgültige Durchbruch gelang den Eames erst, nachdem sie die Idee der Sperrholzschale aus einem Stück aufgegeben und Sitz und Rücken voneinander getrennt hatten. Die geformten Schalenteile wurden mit Gummischeiben („shockmounts“) mit Untergestellen verschraubt. Diese Art der Verbindung wurde in weiterer Folge auch bei den Kunststoffstühlen und beim Lounge Chair verwendet. Zur Plywood Group gehörte ein Stuhl, ein formal gleicher, nur in den Maßen veränderter, niedriger Sessel, jeweils mit Metall- oder Holzuntergestell, sowie mehrere Couchtische. Ein wellenartiger Raumteiler (Folding Screen) wird ebenso dieser Produktgruppe zugeordnet. Ein aus Stuhlbeinen zusammengesetzter Weihnachtsbaum war eher nicht für die Serienproduktion gedacht. In Europa nahm Vitra (damals Fehlbaum bzw. Contura) die Produktion Ende der 1950er Jahre auf. Zwischen den 1960er und 1980er Jahren produzierte neben Vitra auch das von Fernando und Maddalena De Padova in Mailand gegründete ICF De Padova ICF – International Furniture Company Eames Entwürfe in Lizenz für Italien. Auf einer Reise nach Basel entdeckt Maddalena De Padova zufällig den Wire Chair von Charles Eames. Einige Monate später lernt Maddalena das amerikanische Unternehmen Herman Miller kennen und erwirbt eine Lizenz zur Herstellung der von Charles Eames und George Nelson entworfenen Produkte in Italien.

### Fiberglas Group

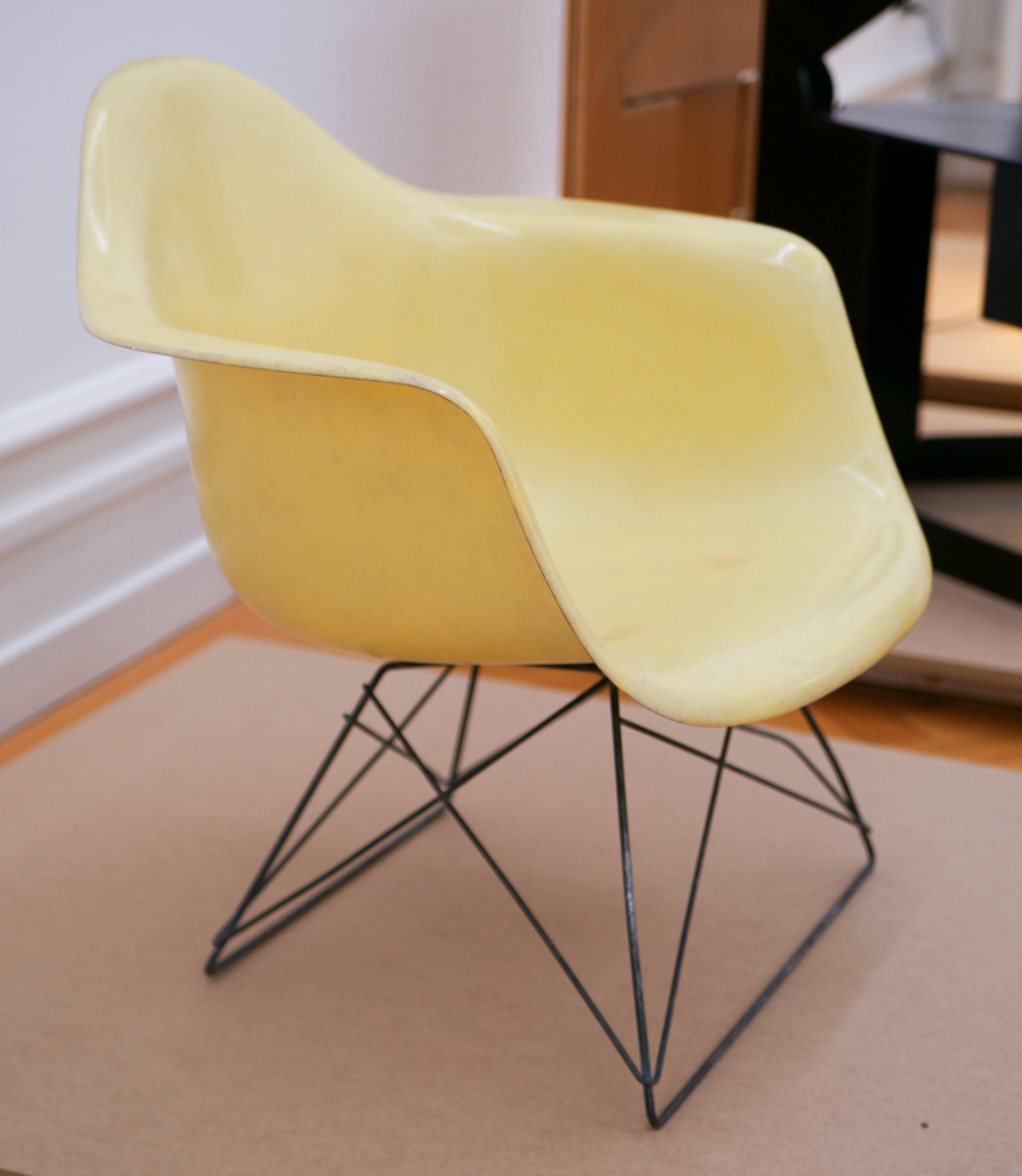
Plastic Armchair (Vitra, 1950/53)

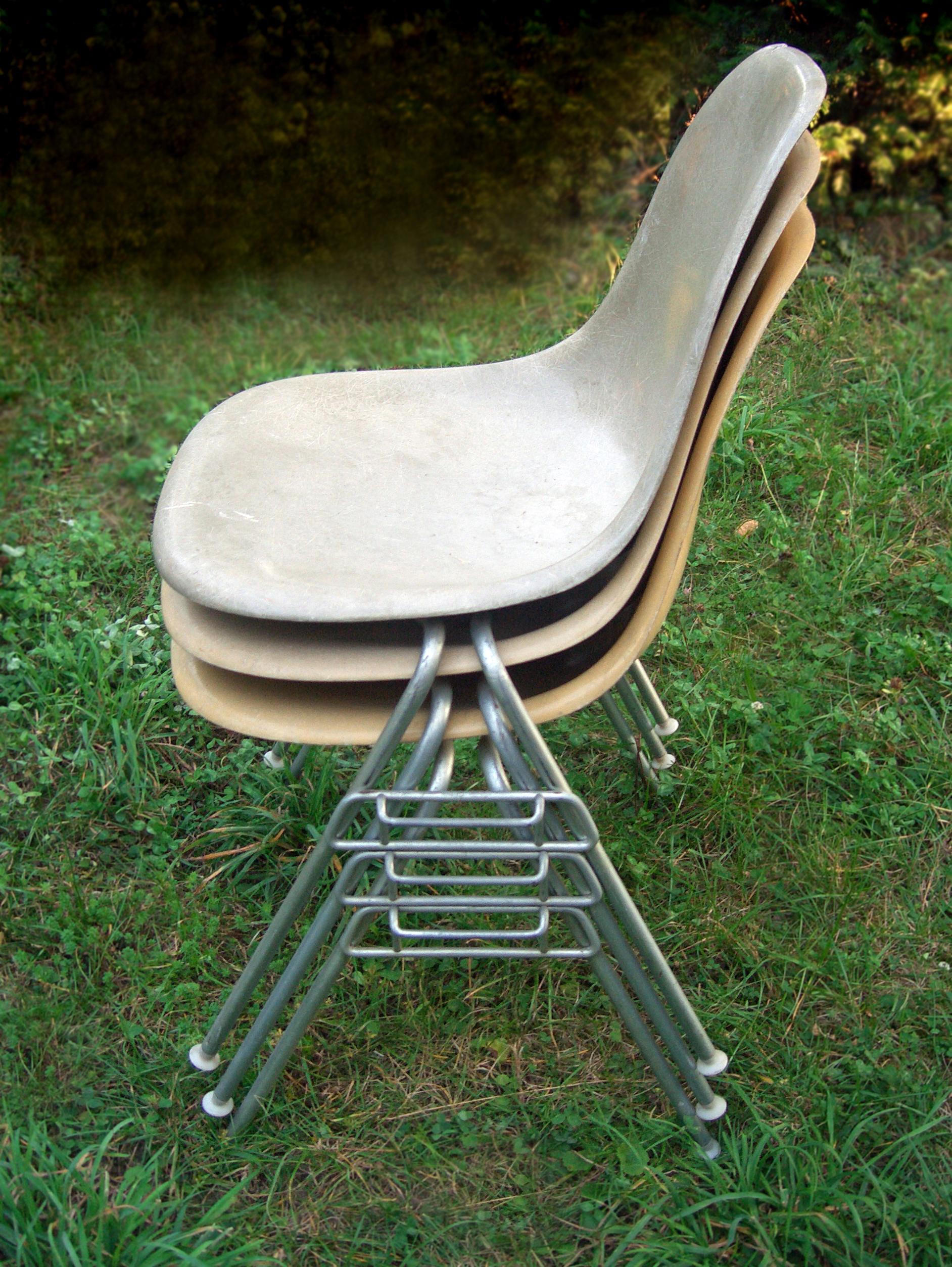
Stapelstuhl aus früher US-Produktion, auch von Vitra in Europa produziert. Sichtbar sind die Fasern der Schalen

Bei der weiteren Optimierung der Sitzschalen kam Charles Eames anlässlich der Wettbewerbsteilnahme am „International Competition for Low Cost Furniture“ 1948 über Versuche mit Draht (Wire Chair), Metall (einteilige, aus Blech gestanzte und durch Tiefziehen geformte Sitzschalen) auf glasfaserverstärkten Kunststoff. Dieses Material entsprach anderes als das zu teure Metall den Anforderungen des Wettbewerbs. Eames eröffnete zusammen mit der Firma Zenith Plastics aus Gardena (Kalifornien) eine neue Anwendung für diesen Werkstoff, der bis dahin nur für Radarschirme verwendet worden war. Der flüssige Kunststoff wurde in Positiv-Negativ-Werkzeugen mit den Glasfasern verbunden und in Pressen ausgehärtet. Das Ergebnis war der erste einteilige Schalensitz, dessen Oberfläche nicht mehr gepolstert war. Die Verbindung der Schale mit dem Untergestell wurde wiederum mit den „shockmounts“ hergestellt. 1950 begann Zenith mit der Serienfertigung für Herman Miller, die Kollektion umfasste mehrere Schalen- und Untergestellvarianten. Bis Mitte der 1980er-Jahre wurde so von Herman Miller und der Firma Vitra in hohen Stückzahlen produziert. Ab den späten 1990er-Jahren wurde von Vitra die Produktion einiger Modelle wieder aufgenommen, allerdings mit einer Polyamid-Schale und integrierten „shockmounts“. Die ursprüngliche Materialanmutung (sichtbare Glasfasern an der Oberfläche) ging allerdings verloren. Herman Miller, USA, brachte die Eames Moulded Fiberglass Chairs im März 2014 zurück auf den Markt.

### Draht

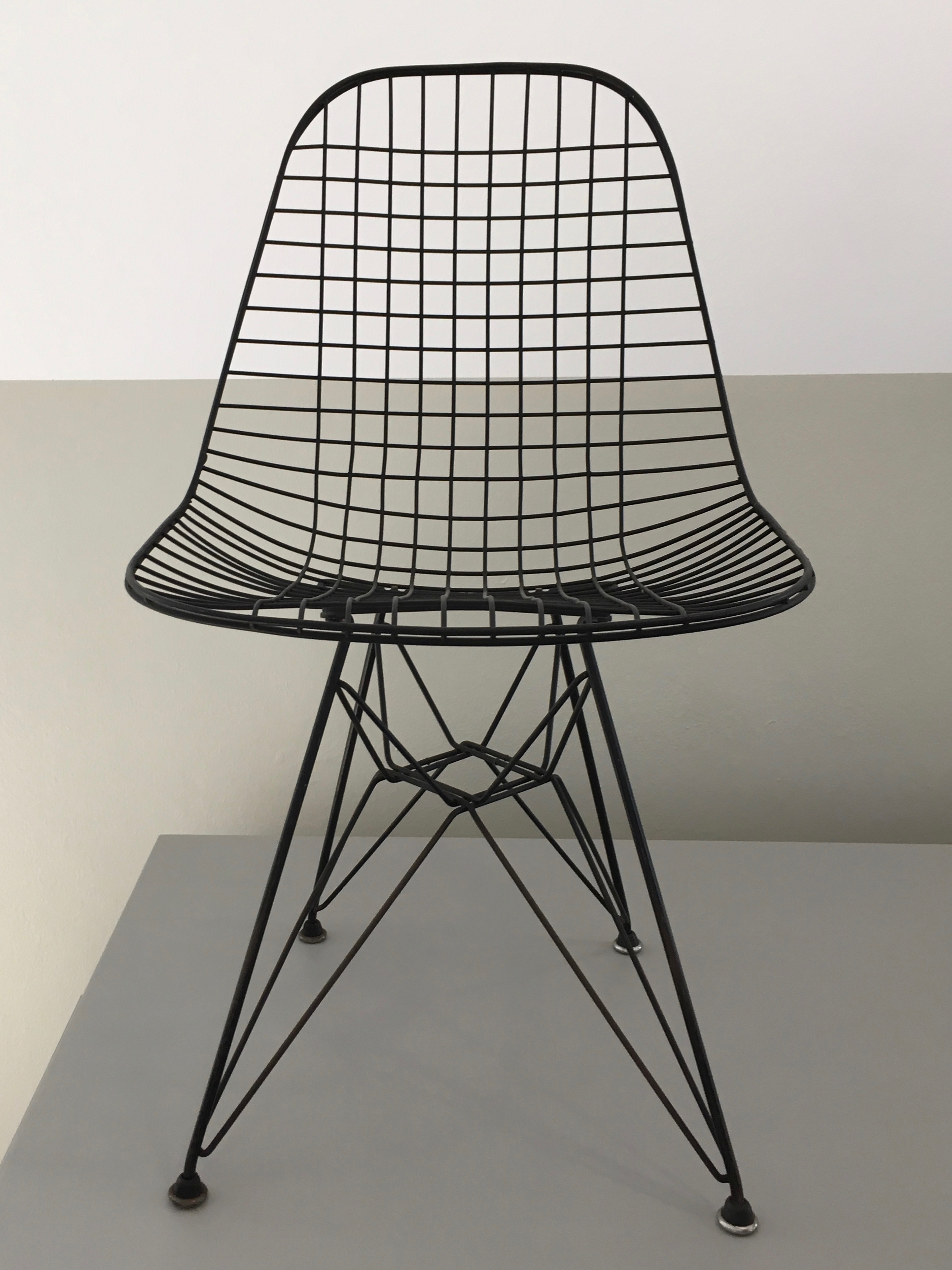
Wire Chair, 1951

Immer noch auf der Suche nach der optimalen dreidimensionalen Form von Sitzschalen fanden parallel zu den Fiberglasentwicklungen auch Versuche mit gebogenen und verschweißten Drahtschalen statt. Ebenso wie bei der Fiberglasschale war das Ergebnis eine einteilige Schale für Sitz und Rücken. Die Drähte wurden mittels Kontaktschweißverfahren raffiniert und stabil miteinander verbunden. Dieselbe Technik wandte in weiterer Folge Harry Bertoia (Mitarbeit im Eames Office während der 1940er-Jahre) für seine Kollektion von Drahtmöbeln für Knoll Associates an (später Diamond Chair). Herman Miller stellte das Modell mit verschiedenen Untergestellvarianten ab 1951 in Serie her.

### Aluminium Group

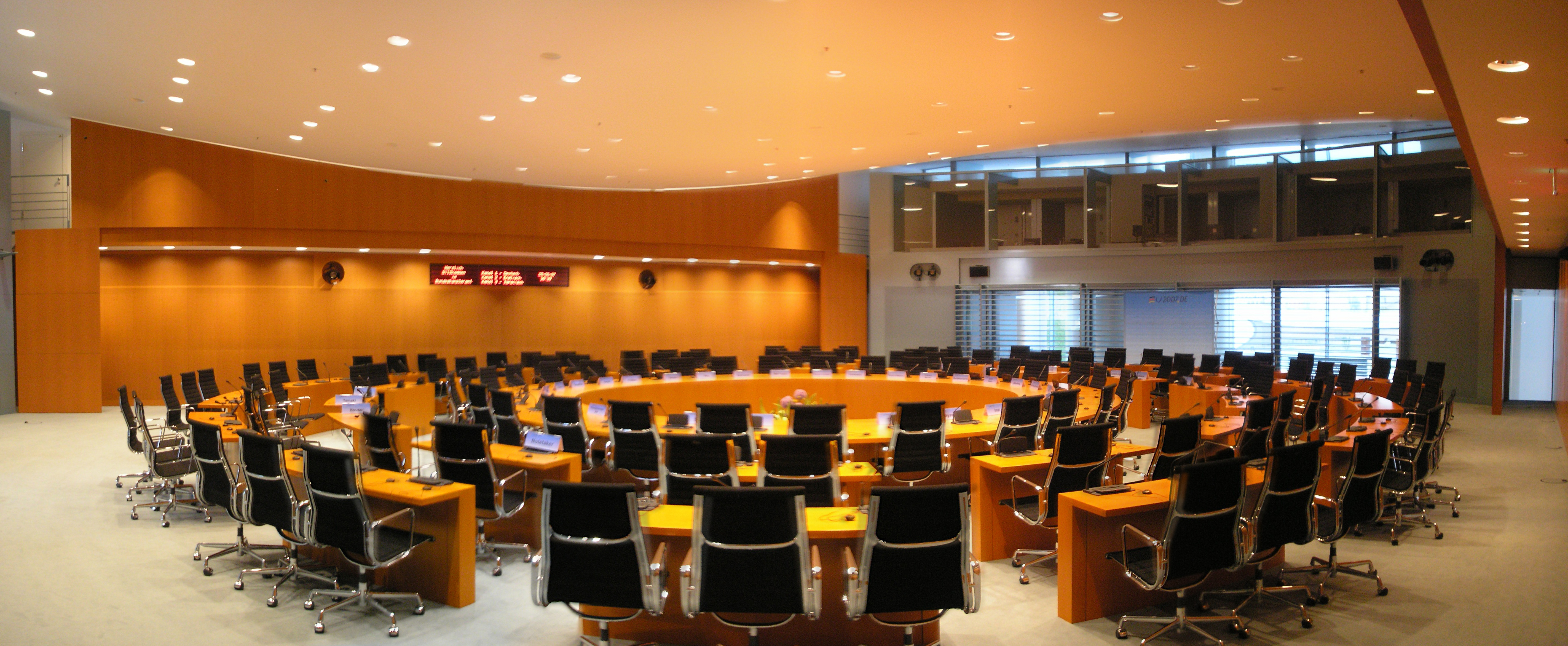
Aluminium-Group-Konferenzstühle im Konferenzsaal des Bundeskanzleramtes

Die Vorgabe für die Aluminium Group war ein Stuhl, der sowohl für den Innen- als auch für den Außenbereich geeignet ist. Gleichzeitig sollte der Einsatz an Material möglichst gering und auch das Volumen minimiert werden. Nach einer Entwicklungszeit von drei Jahren entstanden die ersten Prototypen der „Leisure Group“ 1958. Das Konstruktionsprinzip folgt der Bildung einer tragenden textilen Sitzschale, die zwischen zwei Aluminiumprofilen gespannt ist. Horizontale Nähte (heute hochfrequenzverschweißt) sorgen für eine Aussteifung des Stoffes und verhindern ein „Durchsitzen“ der Schale. Am unteren und oberen Ende der Schale sorgt ein Aufrollen des Stoffes für eine elegante und zugleich bequeme Kante und bildet einen ansehnlichen Abschluss. Der Sitzbezug besteht aus fünf Schichten unterschiedlichster Materialien und sorgt dafür, dass trotz einer minimalen Polsterungsstärke ein sehr hoher Sitzkomfort erreicht wird. Die Spannkonstruktion wird durch die Verwendung von sogenannten Spangen im Rücken und Sitzbereich sichtbar und verleiht dem Stuhl eine zusätzliche, optische Leichtigkeit. Durch die konsequente Anwendung des Konstruktionsprinzips und die Verwendung von gleichen Teilen entstanden im Laufe der Zeit verschiedene Varianten: Büro- und Konferenzstühle (EA 117, 119, 219, 108, 208), Hocker (EA 125, EA 225), Loungestühle (EA 124, EA 224). Als Bezüge kamen Vinyl, Stoff, Leder und Netz (ab 1984) zur Verwendung. Die ab 1969 verwirklichte Variante mit aufgenähten, zusätzlichen Polstertaschen ist unter dem Namen „Softpad“ in diversen Stoff- und Ledervarianten erhältlich.
Sitzmöbel der Aluminium Group finden sich zum Beispiel im Plenarsaal des Hessischen Landtags sowie in anderen Länderparlamenten wie dem Landtag Brandenburg oder dem Flämischen Parlament.

### Lounge Chair

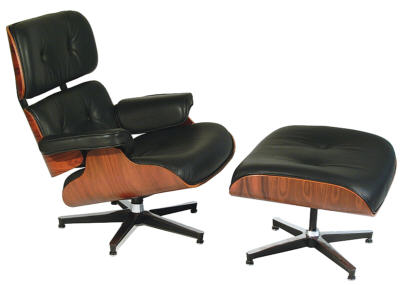
Lounge Chair mit Ottoman

Als moderne Interpretation eines Clubsessels entwickelten die Eames den Lounge Chair, den sie 1956 vorstellten. Der Lounge Chair ist eine Schichtholz-Konstruktion, die auf einem sternförmigen Drehfuß basiert und mit Lederkissen ausgestattet ist. Die drei Holzschalen sind mittels „shockmounts“ flexibel lagernd verbunden, so dass sie nachfedern können. Auf den Lederpolstern findet sich ein klassisches Knopfelement wieder. Der sogenannte Ottoman kann als Fußverlängerung oder Hocker verwendet werden.
Eames entwickelte den Lounge Chair für Herman Miller, der ihn noch immer in den USA vertreibt. Seit 1956 in Produktion, wurde der Lounge Chair im Laufe der Jahre zu einer Ikone des Möbeldesigns und wird bis heute von Herman Miller und Vitra hergestellt. Die Produktionen von Herman Miller und Vitra unterscheiden sich in einigen Details. So produziert Vitra den Lounge Chair & Ottoman mit dem „Contract Base“, während Herman Miller Lounge Chairs und Ottomane mit dem ursprünglich entworfenen Gestell, mit höhenverstellbaren Edelstahlgleitern ausstattet. Auch die Befestigungen und die Qualität der Sitzpolster unterscheiden sich. Bis in die 1980er Jahre wurde der Lounge Chair von weiteren europäischen Möbelherstellern in Lizenz produziert. Die einzelnen Lizenzproduktionen unterschieden sich in Details. So unterschieden sich die Lounge Chairs der italienischen Produktion der 1960er Jahre von ICF De Padova (ICF Office) dadurch, dass die beiden Rückenschalen, mit je zwei Shock Mounts an den Rückenbügeln befestigt waren. Zudem waren die meisten Aluminiumteile hochglanzpoliert. Für UK und Skandinavien produzierte die Firma Hille in Lizenz für Herman Miller, mit Furnier in Indischem Palisander, anstatt in Rio-Palisander und in Frankreich wurde der Lounge Chair von Mobilier International, ebenfalls in Lizenz produziert und vertrieben.

### Übersicht zu den wichtigsten Entwürfen
- 1940: Organic Chair
- 1943: Moulded plywood leg splint (Beinschiene für die US-Army)
- 1945: Plywood Chair / Kindermöbel
- 1946: Plywood Group / Folding Screen / Case Goods
- 1947: Folding Table
- 1948: La Chaise (Ray Eames)
- 1950: Fiberglas Chair / Eames Storage Unit (ESU) / Contract Tables
- 1951: Wire Chair / Elliptical Table Rod Base (ETR) / Wire Sofa
- 1953: Hang it All
- 1954: Sofa Compact
- 1955: Fiberglass Stacking Chair
- 1956: Lounge Chair
- 1958: Aluminum Group
- 1960: Lobby Chair / Stools
- 1961: La Fonda Chair
- 1962: Tandem Seating
- 1964: Segmented Tables / 3473 Sofa
- 1968: Soft Pad Chaise / Intermediate Desk Chair
- 1969: Soft Pad Group (gepolsterte Variante der Aluminium Group)
- 1970: Fiberglass Drafting Chair
- 1971: Two-piece-Secretarial Chair / Two-piece-Plastic Chair / Loose Cushion Chair
- 1984: Teak and Leather Sofa

Die Möbel werden größtenteils heute noch von Herman Miller in den USA und Vitra in Deutschland produziert. Vitra produzierte von 1957 bis 1983 als Lizenznehmer von Herman Miller und besitzt seit 1984 die Rechte zur Herstellung und zum Vertrieb für Europa und den Nahen Osten.

## Filme (Auszug)
- 1954: S-73 (Alternativtitel: Sofa Compact), 10 min 40 s, Farbe
- 1955: House: After Five Years of Living (OT), 10 min 40 s, Farbe
- 1956: Lounge Chair (OT), 2 min, SW
- 1957: Do-Nothing Machine (OT), 2 min 09 s, Farbe, geschnitten 1991
- 1957: Tops (OT), 3 min, SW
- 1959: Glimpses of the U.S.A. (OT), 12 min 15 s, Farbe
- 1961: IBM Mathematica Peep Shows (OT), fünf Filme, Farbe
- 1969: Tops (OT), 7 min 13 s, Farbe
- 1970: The Fiberglass Chairs: Something of How They Get the Way They Are (OT), 8 min 39 s, Farbe
- 1970: Soft Pad (OT), 4 min, Farbe
- 1972: Design Q&A (OT), 5 min 20 s, Farbe
- 1972: SX 70 (OT), 10 min 47 s, Farbe
- 1976: The World of Franklin and Jefferson (OT), 28 min 20 s, Farbe
- 1977: Powers of Ten (OT), 8 min 47 s, Farbe

## Ausstellungen, Konzeptionen, Mitarbeit
- 1959: American National Exhibition, Moskau
- 1961: Mathematica – A world of numbers and beyond..., Los Angeles Museum of Science and Industry in Exposition Park
- 1964: documenta III, Kassel in der Abteilung Industrial Design
- 1969: What is Design?
- 1975: The World of Franklin and Jefferson, Wanderausstellung

## Dokumentarfilm
- Ray und Charles Eames – Das Designerpaar des 20. Jahrhunderts. (OT: Eames: The architect and the painter.) Dokumentarfilm, USA, 2011, 52 Min., Buch und Regie: Jason Cohn und Bill Jersey, Produktion: Quest Productions, Bread and Butter Films, deutschsprachige Erstsendung: 23. Februar 2014 bei SRF, Reihe: Sternstunde Kunst, Inhaltsangabe vom SRF.